# Aeroportul Kaya
Aeroportul Kaya (IATA: XKY, ICAO: DFCA) este un aeroport din Burkina Faso ce deservește zona Kaya, Burkina Faso.
Situat la o altitudine de 346 m, aeroportul dispune de o singură pistă.